# Universidad Nacional Mayor de San Marcos
12°03′30″S 77°05′00″V / 12.05833°S 77.08333°V
Universidad Nacional Mayor de San Marcos, forkortet UNMSM, er med sine ca. 40.000 indskrevne studerende det største universitet i Peru og samtidig et af verdens største.

## Historie
Universitetet blev etableret 12. maj 1551 som det første universitet i Syd- og Nordamerika. Det regnes i dag som et af de vigtigste i den spansktalende verden.

## Berømte personer tilknyttet universitetet
- Santiago Antúnez de Mayolo
- José María Arguedas
- Jorge Basadre
- Alfredo Bryce Echenique
- Daniel Alcides Carrión
- Honorio Delgado
- Alan García
- Gustavo Gutiérrez
- Víctor Raúl Haya de la Torre
- Cayetano Heredia
- Luis Alberto Sánchez
- Julio C. Tello
- Hipólito Unanue
- Abraham Valdelomar
- César Vallejo
- Mario Vargas Llosa
- Federico Villarreal